# Sceloporus carinatus
Sceloporus carinatus là một loài thằn lằn trong họ Phrynosomatidae. Loài này được Smith mô tả khoa học đầu tiên năm 1936.